# Megalomyrmex silvestrii

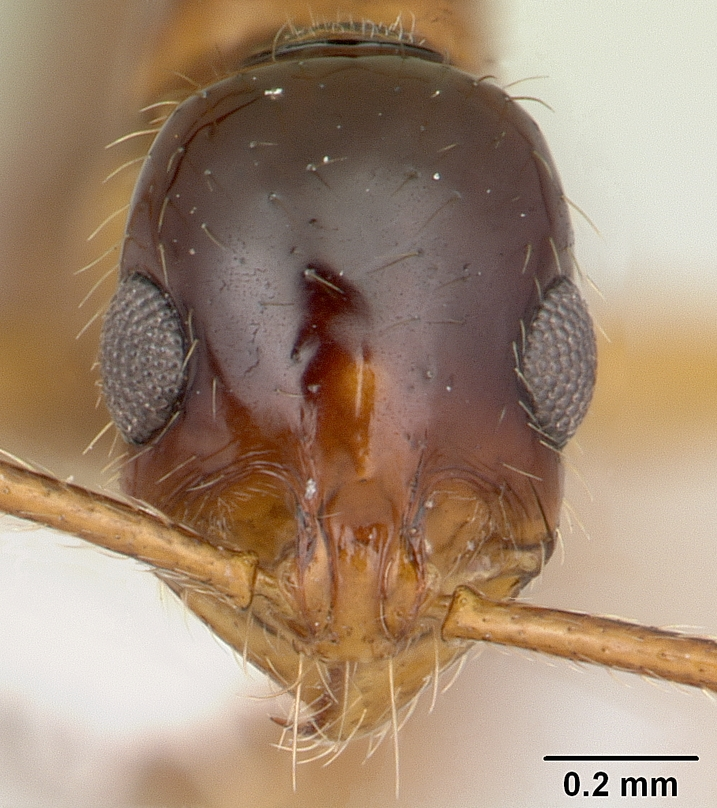
Megalomyrmex silvestrii

Megalomyrmex silvestrii (лат.) — вид муравьёв рода Megalomyrmex из подсемейства мирмицины (Myrmicinae, Solenopsidini). Назван в честь итальянского энтомолога профессора Филиппо Сильвестри (Filippo Silvestri; 1873—1949), собравшего типовую серию в Мексике.

## Распространение
Южная и Центральная Америка: Аргентина, Боливия, Бразилия, Венесуэла, Коста-Рика, Никарагуа, Панама, Парагвай, Перу, Эквадор.

## Описание
Мелкие муравьи (около 4 мм) красновато-коричневые цвета, гладкие и блестящие. Ширина головы самок (HW) 0,60-0,75 мм, длина головы (HL) 0,75-0,94 мм, длина скапуса усика (SL) 0,89-1,07 мм.
Усики рабочих 12-члениковые с булавой из 3 сегментов. Формула нижнечелюстных и нижнегубных щупиков самок 3,2 (у самцов 4,2). Жвалы с несколькими зубцами (включая 2 апикальных и ряд из десяти мелких). Жало развито. Стебелёк между грудкой и брюшком состоит из двух члеников: петиоля и постпетиоля. Заднегрудка без проподеальных зубцов. Кроме обычных самок с крыльями встречаются эргатоидные самки. Факультативные социальные паразиты муравьёв-листорезов Attini, в гнёздах которых обитают и питаются в грибных садах вида-хозяина или живут свободно в своих муравейниках. Известны находки колоний в гнёздах Cyphomyrmex costatus и Sericomyrmex amabilis. Семьи малочисленные и содержат менее ста особей.
Вид был впервые описан в 1909 американским мирмекологом профессором Уильямом Уилером (англ. Wheeler William M.), а его валидный статус подтверждён в ходе ревизии в 2013 году американскими мирмекологами Брендоном Будино (Brendon E. Boudinot), Теодором Самнихтом (Theodore P. Sumnicht; University of Utah, Солт-Лейк-Сити, Юта, США) и Рашель Адамс (Rachelle M. M. Adams; Department of Entomology Smithsonian Institution, Вашингтон, США). Таксон включён в видовую группу Megalomyrmex silvestrii-group вместе с видами M. fungiraptor, M. mondabora, M. adamsae, M. mondaboroides, M. nocarina, M. symmetochus, M. reina, M. wettereri.